# Takastenus nigripes
Takastenus nigripes là một loài tò vò trong họ Ichneumonidae.